# Demetrius Shipp Jr.

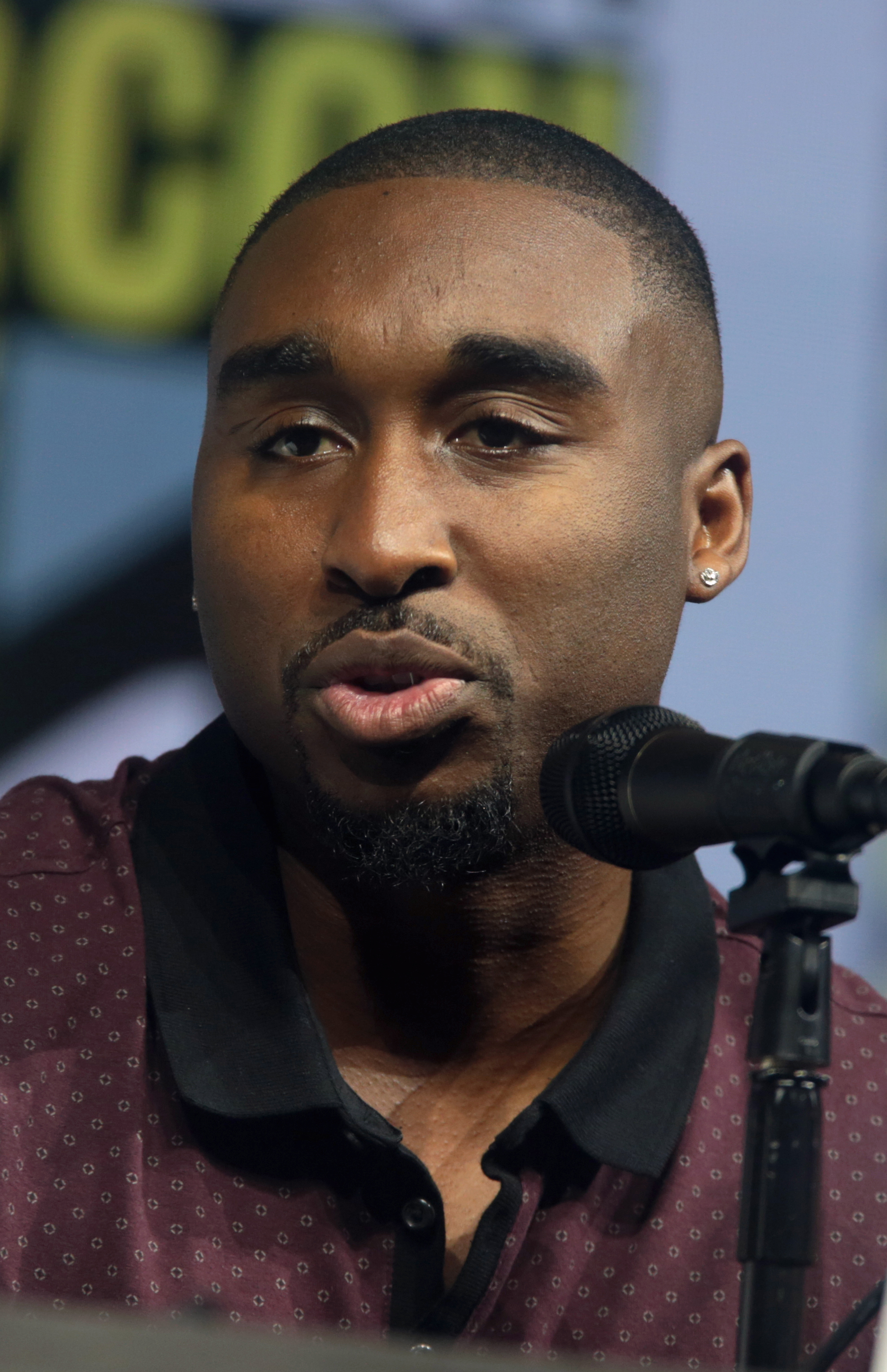
Demetrius Shipp Jr. auf der Comic-Con in San Diego im Juli 2018

Demetrius Shipp Jr. (* 20. November 1988) ist ein US-amerikanischer Schauspieler. Er spielte den Rapper Tupac Shakur in der Biografie All Eyez on Me, die 2017 in den amerikanischen Kinos anlief.
Shipp wurde 2011 für die Rolle von Tupac Shakur gecastet. Ein Freund schlug ihm vor, wegen seiner starken Ähnlichkeit mit Tupac an diesem Casting teilzunehmen. Shipp gab in einem Interview an, dass er nie bestrebt war, ein Schauspieler zu werden.
Die Dreharbeiten für den Film begannen im Jahr 2015. Im Juni 2017 kam der Film in die Kinos. Shipps Vater arbeitete zusammen mit Tupac Shakur an dem Lied Toss It Up für das Album The Don Killuminati.
Shipp arbeitete vor seiner Schauspielkarriere bei der Target Corporation und Dish Network.

## Filmografie
- 2015: #unlock’d
- 2017: All Eyez on Me
- 2017: Tales (Fernsehserie, Episode 1x08)
- 2018–2020: All American (Fernsehserie, 14 Episoden)
- 2020: Cut Throat City – Stadt ohne Gesetz (Cut Throat City)